# 홍이식
홍이식(1958년 6월 1일 ~ )은 대한민국의 정치인이다. 제45대 화순군수를 지냈다.

## 자재납품업자로부터 금품 수수
2011년 4월 전라남도 화순군수 재선거 때 홍이식은 자재납품업자 박모씨로부터 관급공사에 편의를 봐달라는 청탁과 함께 3000만원을 받았다. 2011년 11월에는 박씨에게 해외연수경비 명목으로 500만원을 받고 화순군이 발주하는 사업을 수주하도록 도왔다. 2016년 2월 18일 대법원은 홍이식에게 징역 2년6월과 벌금 5000만원, 추징금 3500만원을 선고한 원심을 확정했다.
2022년 12월 27일, 2022년 12월 28일자로 특별복권되었다.

## 역대 선거 결과
|  | 52.74% |

|  | 49.06% |

|  | 0% |

|  | 61.91% |

|  | 0% |

|  | 49.03% |